# Нумо Янакиев
 Тази статия е за костурския войвода на ВМОРО.  За строителя вижте Наум Янакиев.  
Наум (Нумо) Янакиев, известен като Желински, е български революционер, деец на Вътрешна македоно-одринска революционна организация.

## Биография
Нумо Янакиев е роден на 16 май 1882 година в костурското село Желин, тогава в Османската империя, днес Хилиодендро, Гърция. Брат е на Тома Желински. Получава начално образование. От 1900 година е нелегален четник на ВМОРО. През Илинденско-Преображенското въстание в 1903 година е войвода на четите от Българска Блаца и Черешница. След погрома на въстанието бяга в Гърция, но се завръща още в началото на следната 1904 година и действа като районен войвода в Костенарията.
През юли 1904 година районната чета на Нестрамкол, начело с Никола Добролитски, влиза в Нестрам, главното селище на района. При опит да се изведе от къщата му чорбаджията Марко Аргиров е застрелян четникът Йото Бурмашлиев от Четирок. Чорбаджиите молят властта за установяване на постоянен гарнизон в Нестрам и селото си остава не реорганизирано. Според Киряк Шкуртов неуспехът в Нестрам изнервя Добролитски и той се опитва да се премест в Костенарията, като отнеме района от войводата Нумо Янакиев. Шкуртов пише:
| „ | Кольо бѣ много решителенъ и безстрашенъ, но липсваше му организаторски талантъ и тактъ и за това не успѣ да организира добре своя районъ и, озлобенъ отъ това, реши да се настани в Костенарийския район, но за това пъкъ бѣ пречка Нумо. Почва доноси за Нумо, че билъ развратникъ и събиралъ много пари отъ Костенарията и не внасялъ въ общата каса. | “ |

В резултат от тези интриги Нумо Янакиев през лятото на 1904 година е извикан при костурския околийски войвода Митре Влаха в Корещата с обещание да бъде изпратен в Битоля за разследване на случая. Янакиев отива и се присъединява към четата на Атанас Кършаков. Караулите Никола Кузинчев и Ване Христов го карат да бяга, тъй като съдбата му е решена, но Янакиев остава и е застрелян. Кършаков и Кузинчев са смъмрени за превишаване на правата си.
В Костенарията пристига Георги Христов да изследва делата на Янакиев и да даде района на Добролитски, но местните дейци заявяват, че не приемат Добролитски и избират за войвода Костандо Живков.
Георги Константинов Бистрицки пише за него:
| „ | Нумо Желински от с. Желин, с първоначално образование, прославен в Смърдешкото сражение на Борис Сарафов - Чакаларов през 1903 г. (дето като авангард отвори път на четата през многолюден аскер), участвувал в няколко големи сражения през време на въстанието, организатор-войвода в Костенарията след въстанието, смъртен враг на шпиони и кеседжии, симпатичен борец и пламенен патриот, по недоразумение загина на Бабчорската планина от братска ръка - за вечна печал на роба. | “ |